# Life - Uomo e Natura
Life - Uomo e Natura, noto anche semplicemente come Life, è stato un programma televisivo italiano in onda su Rete 4 dal 5 settembre 2013 al 5 gennaio 2015 e condotto dal biologo Vincenzo Venuto. Il programma raccoglie il meglio della documentaristica internazionale con documentari inediti che trasportano chi assiste alla trasmissione nella natura più selvaggia.

## Il programma
Life - Uomo e Natura è andato in onda tutti i giovedì in prima serata, alle 21.10, su Rete 4 per 9 puntate da giovedì 5 settembre 2013 a mercoledì 31 ottobre. La seconda edizione è partita venerdì 20 dicembre 2013, mentre la terza il successivo 16 ottobre.
Il programma mostra documentari inediti, racconta le meraviglie del corpo umano e le storie dei sopravvissuti alle grandi catastrofi naturali, mostrando il fragile rapporto che intercorre tra l'uomo e la natura, che non si ferma davanti a niente, neanche di fronte alle nostre opere. In ogni puntata il conduttore si reca in un particolare luogo della penisola italiana o in una località estera alla ricerca di paesaggi o animali fantastici. Durante i filmati, lunghi e complessi, troviamo spesso l'intervento del conduttore che, con l'ausilio di un Tablet, spiega i particolari di ciò che sta avvenendo, così da renderlo comprensibile a tutti.
In ogni puntata il conduttore effettua un viaggio in una particolare località italiana o estera per mostrarne i paesaggi e gli animali caratteristici.

## Edizioni
| Edizione | Inizio           | Fine            | Puntate | Ascolti | Presentatore    |
| -------- | ---------------- | --------------- | ------- | ------- | --------------- |
| Prima    | 5 settembre 2013 | 31 ottobre 2013 | 9       | 5.44%   | Vincenzo Venuto |
| Seconda  | 20 dicembre 2013 | 3 gennaio 2014  | 3       | 6.18%   | Vincenzo Venuto |
| Terza    | 16 ottobre 2014  | 5 gennaio 2015  | 9       | 4.51%   | Vincenzo Venuto |

### Prima edizione (2013)
La prima edizione di Life - Uomo e Natura è stata trasmessa, dal 5 settembre 2013, tutti i giovedì alle 21.10 su Rete 4 con la conduzione del biologo Vincenzo Venuto per 9 puntate.

#### Puntate trasmesse
| Puntata | Prima TV Italia   | Telespettatori | Share | Location                                  | Documentario Venuto                       |
| ------- | ----------------- | -------------- | ----- | ----------------------------------------- | ----------------------------------------- |
| 1       | 5 settembre 2013  | 1.178.000      | 6.89% | Parco nazionale del Gran Paradiso         | Parco nazionale del Gran Paradiso         |
| 2       | 12 settembre 2013 | 959.000        | 5.26% | Abruzzo                                   | Yucatàn in Messico                        |
| 3       | 19 settembre 2013 | 1.055.000      | 5.59% | Parco nazionale d'Abruzzo, Lazio e Molise | Parco nazionale d'Abruzzo, Lazio e Molise |
| 4       | 26 settembre 2013 | 971.000        | 4.73% | Le saline di Tarquinia                    | Friuli                                    |
| 5       | 3 ottobre 2013    | 1.118.000      | 5.40% | Le saline di Tarquinia                    | Sardegna settentrionale                   |
| 6       | 10 ottobre 2013   | 1.037.000      | 4.99% | Non disponibile                           | Non disponibile                           |
| 7       | 17 ottobre 2013   | 1.026.000      | 5.01% | Ponza                                     | Isole Egadi                               |
| 8       | 24 ottobre 2013   | 1.095.000      | 5.21% | Ponza                                     | Riserva sudafricana                       |
| 9       | 31 ottobre 2013   | 1.193.000      | 5.88% | Ponza                                     | Namibia                                   |
|         | Media             | 1.070.222      | 5.44% |                                           |                                           |

#### Temi trattati
| Puntata | Tema 1                         | Tema 2                     | Tema 3                              | Tema 4                          | Tema 5                            | Tema 6                       | Tema 7                  | Tema 8                     | Tema 9                      |
| ------- | ------------------------------ | -------------------------- | ----------------------------------- | ------------------------------- | --------------------------------- | ---------------------------- | ----------------------- | -------------------------- | --------------------------- |
| 1       | La terra della grande sete     | USA: Coste selvagge        | Alla ricerca dello stambecco bianco | Tsunami in diretta              | Il regno degli alligatori         | I segreti del corpo umano    |                         |                            |                             |
| 2       | Congo: il cuore dell'Africa    | I segreti delle "Rockies"  | Un tuffo in Messico                 | L'alluvione di Genova           | La furia della natura             | Attaccati dagli squali       | I misteri del cervello  | Le sfide della vita        |                             |
| 3       | Nord America estremo           | Il deserto del Sahara      | Abruzzo - I Safini                  | Il terremoto de L'Aquila        | Tornado                           | Lotta per la vita            | Vite al limite          | I misteri degli abissi     |                             |
| 4       | La savana africana             | Le grandi pianure selvagge | La natura segreta del Friuli        | 11 marzo 2011: la catastrofe    | Vittime del cobra                 | Prede e predatori            | Natura incontenibile    |                            |                             |
| 5       | La punta estrema dell'Africa   | I deserti del Nord America | Asinara: l'isola delle meraviglie   | Una tigre nel villaggio         | 1963-2013: Il disastro del Vajont | Creature preistoriche        | Natura ribelle          |                            |                             |
| 7       | Sulle vie migratorie d'America | Una troupe nella giungla   | Il mondo dei pesci                  | Sulle tracce della foca morgana | Trappola sul ghiaccio             | Ai confini della stratosfera | Il mistero delle Kodiak | Armi bestiali              | La lunga strada per la vita |
| 8       | La corsa verso l'inverno       | Una troupe nel Sahara      | La strage silenziosa                | Nei cieli di Asia e Australia   | In volo con gli uccelli           | Inferno alle Hawaii          | Creature spaventose     | La macchina perfetta       | Invisibili dominatori       |
| 9       | Sopravvivere nel deserto       | Namibia straordinaria      | Un set speciale                     | Avventure nella prateria        | Nella gabbia dei leoni            | Caccia in branco             | Nei cieli d'Europa      | Le strategie dei mammiferi |                             |

### Seconda edizione (Natale 2013)
Dopo le nove puntate trasmesse in autunno, Life - Uomo e Natura è stato rinnovato per altre tre puntate, in onda nel periodo natalizio ogni venerdì alle 21.10 su Rete 4, a partire dal 20 dicembre 2013. La conduzione è sempre affidata a Vincenzo Venuto. L'ultima parte della trasmissione è detta Life - Storia d'America, viene infatti raccontata la storia del continente dalla sua scoperta fino ai giorni nostri. Inoltre anche il programma in generale si occupa di descrivere gli ecosistemi americani; a differenza della scorsa edizione non si parla mai d'Africa.

#### Puntate trasmesse
| Puntata | Prima TV Italia  | Telespettatori | Share | Location                              | Documentario di Venuto           |
| ------- | ---------------- | -------------- | ----- | ------------------------------------- | -------------------------------- |
| 1       | 20 dicembre 2013 | 1.141.000      | 5.32% | Parco nazionale Poloniny (Slovacchia) | Isola del Giglio                 |
| 2       | 27 dicembre 2013 | 1.601.000      | 6.71% | Parco nazionale Poloniny (Slovacchia) | Boschi della Slovacchia          |
| 3       | 3 gennaio 2014   | 1.210.000      | 4.78% | Parco nazionale Poloniny (Slovacchia) | Collage delle prime due edizioni |
|         | Media            | 1.317.333      | 5.60% |                                       |                                  |

#### Puntate diLife - Storia d'America
| Puntata | Prima TV Italia  | Telespettatori | Share |
| ------- | ---------------- | -------------- | ----- |
| 1       | 20 dicembre 2013 | 608.000        | 6.09% |
| 2       | 27 dicembre 2013 | 1.000.000      | 7.53% |
| 3       | 3 gennaio 2014   | 963.000        | 6,69% |
|         | Media            | 857.000        | 6.77% |

#### Temi trattati
| Puntata | Tema 1                | Tema 2                 | Tema 3                         | Tema 4               | Tema 5            | Tema 6                    | Tema 7                      |
| ------- | --------------------- | ---------------------- | ------------------------------ | -------------------- | ----------------- | ------------------------- | --------------------------- |
| 1       | Usa: Coste selvagge   | Nord America in volo   | Costa Concordia, due anni dopo | Caduta libera        | Quasi umani       | Il regno degli alligatori | Ribelli                     |
| 2       | Sulla vette d'America | Sulle orme del bisonte | Nord America estremo           | Catastrofe tsunami   | Vittime del cobra | La conquista del West     | La guerra di secessione     |
| 3       | Le grandi pianure     | Gli incontri di Life   | I deserti del Nord America     | Natura incontenibile | Il pianeta oscuro | Metropoli USA             | Nascita di una superpotenza |

     Temi trattati nel segmento Life - Storia d'America

### Terza edizione (2014)
La terza edizione di Life - Uomo e Natura, sempre condotta da biologo Vincenzo Venuto, è in onda da giovedì 16 ottobre 2014 per 8 puntate su Rete 4. Il programma riprende lunedì 5 gennaio 2015.

#### Puntate trasmesse
| Puntata | Prima TV Italia  | Telespettatori | Share | Location                 | Documentario di Venuto       |
| ------- | ---------------- | -------------- | ----- | ------------------------ | ---------------------------- |
| 1       | 16 ottobre 2014  | 1.106.000      | 5.15% | Borneo                   | Caraibi, Isola della Antille |
| 2       | 23 ottobre 2014  | 841.000        | 3.89% | Borneo                   | Sud Africa                   |
| 3       | 30 ottobre 2014  | 837.000        | 4.08% | Zoom, bioparco di Torino | Borneo, 1ª parte             |
| 4       | 6 novembre 2014  | 1.051.000      | 4.55% | Zoom, bioparco di Torino | Messico, 1ª parte            |
| 5       | 13 novembre 2014 | 1.081.000      | 4.63% | Zoom, bioparco di Torino | Borneo, 2ª parte             |
| 6       | 20 novembre 2014 | 1.097.000      | 4,76% | Monte Soratte (Roma)     | Isola di Montecristo         |
| 7       | 27 novembre 2014 | 1.028.000      | 4,23% | Monte Soratte (Roma)     | Trentino                     |
| 8       | 4 dicembre 2014  | 1.079.000      | 4,66% | Pantanal (Brasile)       | Messico, 2ª parte            |
| 9       | 5 gennaio 2015   | 1.103.000      | 4,62% | ?                        | ?                            |
|         | Media attuale    | 1.002.000      | 4.51% |                          |                              |

#### Temi trattati
| Puntata | Tema 1                | Tema 2                           | Tema 3                     | Tema 4                     | Tema 5                       | Tema 6                       | Tema 7                    | Tema 8                        | Tema 9                  | Tema 10                            | Tema 11                  | Tema 12          | Tema 13                     |
| ------- | --------------------- | -------------------------------- | -------------------------- | -------------------------- | ---------------------------- | ---------------------------- | ------------------------- | ----------------------------- | ----------------------- | ---------------------------------- | ------------------------ | ---------------- | --------------------------- |
| 1       | Un mondo in miniatura | In gabbia con lo squalo          | La natura di Santo Domingo | La terra della grande sete | Nelle fauci dell'alligatore  | Inghiottiti dalla terra      | Un toro scatenato         | Sopravviveresti a un tornado? | La legge del branco     | I bugiardi della natura            | In cima al mondo         |                  |                             |
| 2       | Giungle metropolitane | Avventure in Sud Africa          | Un morso avvelenato        | Coste selvagge             | Fuorilegge a 4 zampe         | Allarme tsunami              | Superpredatori            | Otto interminabili secondi    | Minaccia dal cielo      | Pericolo vulcano                   | I velocisti della natura | Abbraccio letale | Nel ventre di una metropoli |
| 3       | Primi passi           | Malesia: terra di nani e giganti | Terrore allo zoo           | Superpoteri animali        | La punta estrema dell'Africa | Estate a rischio             | Bloccati nella neve       | Predatori infallibili         | Odissea nel fiume       | Vita e morte nella Savana Africana |                          |                  |                             |
| 4       | Imparare a crescere   | Sopravvivere nel Sahara          | Caccia in branco           | Scimpanzé in fuga          | L'acquario del mondo         | Ai confini della stratosfera | Un atterraggio pericoloso | Sepolto vivo                  | Inferno alle Hawaii     | Società animali                    |                          |                  |                             |
| 5       | In cerca di una casa  | La savana africana               | Armi bestiali              | Le meraviglie del Borneo   | Pericolo a Pamplona          | Inghiottiti dal ghiaccio     | Pericolo rapide           | Nella gabbia dei leoni        | Risucchiato dall'abisso | Una relazione speciale             |                          |                  |                             |
| 6       | Giochi di potere      | Terre infernali                  | Predatori giganti          | L'isola di Montecristo     | Muro di fuoco                | Giù nelle sabbie mobili      | Bombe di ghiaccio         | Trappola mortale              | Caduta libera           | Viaggiatori instancabili           |                          |                  |                             |
| 7       | Amore e guerra        | Il cuore dell'Africa             | Sulle orme dell'orso       | Bombe spaziali             | Incontri bestiali            | Incubo a otto zampe          | Il regno degli alligatori | Morso letale                  | Tutto per la famiglia   |                                    |                          |                  |                             |
| 8       | Di padre in figlio    | Le grandi pianure selvagge       | La stagione del bramito    | Un tuffo nello Yucatan     | Pericolo gelo                |                              |                           |                               |                         |                                    |                          |                  |                             |
| 9       |                       |                                  |                            |                            |                              |                              |                           |                               |                         |                                    |                          |                  |                             |